# Lagoa Grande do Maranhão
Pour les articles homonymes, voir Lagoa Grande.
Lagoa Grande do Maranhão est une municipalité brésilienne située dans l'État du Maranhão.